# Oryzopsis pungens
Oryzopsis pungens là một loài thực vật có hoa trong họ Hòa thảo. Loài này được (Torr.) Hitchc. mô tả khoa học đầu tiên năm 1908.